# Пьедади-ду-Риу-Гранди
Пьедади-ду-Риу-Гранди (порт. Piedade do Rio Grande) — муниципалитет в Бразилии, входит в штат Минас-Жерайс. Составная часть мезорегиона Кампу-дас-Вертентис. Входит в экономико-статистический микрорегион Сан-Жуан-дел-Рей. Население составляет 5084 человека на 2006 год. Занимает площадь 322,743 км². Плотность населения — 15,8 чел./км².

## История
Город основан 12 декабря 1953 года. 

## Статистика
- Валовой внутренний продукт на 2003 год составляет 23 935 737,00 реалов (данные: Бразильский институт географии и статистики).
- Валовой внутренний продукт на душу населения на 2003 год составляет 4717,33 реалов (данные: Бразильский институт географии и статистики).
- Индекс развития человеческого потенциала на 2000 год составляет 0,688 (данные: Программа развития ООН).